# Miljevići (Zavidovići)
Pour les articles homonymes, voir Miljevići.
Miljevići (en serbe cyrillique : Миљевићи) est un village de Bosnie-Herzégovine. Il est situé dans la municipalité de Zavidovići, dans le canton de Zenica-Doboj et dans la fédération de Bosnie-et-Herzégovine. Selon les premiers résultats du recensement bosnien de 2013, il compte 119 habitants.

## Géographie
Le village est situé au bord de la rivière Krivaja, un affluent droit de la Bosna.

## Démographie

### Évolution historique de la population dans la localité
| 1948 | 1953 | 1961 | 1971 | 1981 | 1991 | 2013 |
| ---- | ---- | ---- | ---- | ---- | ---- | ---- |
| -    | -    | 719  | 738  | 769  | 727  | 119  |

|  |